# Павел (Стратигеас)
Митрополи́т Па́вел (греч. Μητροπολίτης Παῦλος, в миру Пе́трос Стратиге́ас, греч. Πέτρος Στρατηγέας; род. 26 сентября 1955, Нью-Йорк, США) — епископ греческой православной старостильной юрисдикции ИПЦ Греции (Синод Хризостома); митрополит Американский (1998—2013), на покое.

## Биография
Родился 26 сентября 1955 года в семье греческих эмигрантов Панагиотиса и Марии Стратигеас, в районе Нью-Йорка Астории и с детства принадлежал к последователям старостильного греческого движения (приходится племянником покойному митрополиту Асторийскому Петру (Астифидису), который крестил его в 1956 году, а также архимандриту Нифонту (Астифидису), который стал его восприемником).
Окончил начальную школу в Нью-Йорке и приехал для обучения в Афины, где обучался в школе Греческого Американского сообщества в Халандри.
С 1974 по 1978 годы обучался в богословской школе Афинского университета.
С 17 ноября 1978 года стал членом монашеской общины при греческом старостильном соборе святой Маркеллы в Астории (районе Нью-Йорка). В день Святой Троицы 1979 года митрополитом Асторийским Петром был пострижен в монашество с наречением имени Павел.
В день Пятидесятницы 1980 года был хиротонисан сан иеродиакона, а в день Пятидесятницы 1985 года — в сан иеромонаха и возведён в достоинство архимандрита.
На протяжении ряда лет являлся ближайшим помощником митрополита Асторийского Петра (Астифидиса) в управлении Американской епархией «флоринитского» Синода Церкви ИПХ Греции.
6 февраля 1998 года на заседании «флоринитского» Синода Церкви ИПХ Греции, было принято решение об избрании архимандрита Павла управляющим Американской епархией и рукоположении его в архиерейский сан. 13 февраля 1998 года хиротонию во епископа возглавил архиепископ Афинский и всея Эллады Хризостом (Киусис), Предстоятель «флоринитского» Синода Церкви ИПХ Греции.
В 1999 году основал Вознесенский монастырь в Берсвилле и стал его первым настоятелем.
В октябре 2001 года вместе с епископом РПЦЗ Агафангелом (Пашковским) и священником РПЦЗ Всеволодом Дутиковым совершил крестный ход на руины Всемирного торгового центра в Нью-Йорке, где отслужил молебен с освящением воды и благословил город. В своей проповеди иерарх отметил: «Еще совсем недавно, стоя на этом месте, мы стояли бы в тени башен-близнецов. А у тех, кто поднимался на самый верх этих башен, внизу, у их ног, оказывалась вся Америка, весь мир. 11 сентября величие Америки не пало, а проявилось. Мы все вместе молимся о вооруженных силах Америки… Мы молимся о нашем президенте Джорже Буше, о губернаторе Нью-Йорка Джорже Патаки и об уважаемом мэре Рудольфо Джулиани».
После перенесённого инсульта потерял возможность ходить, в связи с чем 23 октября 2013 года почислен на покой.